# Ram Pratap Thapa
Ram Pratap Thapa (Nepali: राम प्रताप थापा, Rām Pratāp Thāpā, * 6. Juni 1950 in Gorkha) ist Honorargeneralkonsul der Demokratischen Bundesrepublik Nepal in Köln und arbeitet als Vorsitzender der Deutsch-Nepalischen Gesellschaft e.V. und in mehreren anderen Nichtregierungsorganisationen für die Völkerverständigung zwischen Nepal und Deutschland. Als Gründungsmitglied der Non-Resident Nepali Association (NRNA) vertritt er die Interessen der weltweiten nepalesischen Diaspora.

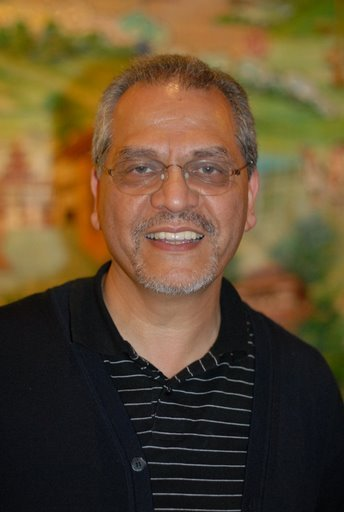
Ram Pratap Thapa

## Leben
Thapa wuchs in Bhairahawa und Kathmandu auf und absolvierte ein MBA-Studium mit den Schwerpunkten Financing und Marketing an der Tribhuvan-Universität in Kirtipur (bei Kathmandu). Nach kurzer Tätigkeit in betriebswirtschaftlicher Forschung und Lehre an der Tribhuvan-Universität übersiedelte er 1976 nach Bamberg. An der Friedrich-Alexander-Universität Erlangen-Nürnberg schloss er sein Studium als Diplom-Kaufmann mit dem Schwerpunkt Bankbetriebslehre ab.
Seit Mitte der 1980er Jahre bis zu seinem Ruhestand im Jahr 2015 war Thapa in verschiedenen Funktionen Angestellter der Stadtsparkasse Köln.

## Gesellschaftliches Engagement
Thapa ist Mitbegründer und aktives Mitglied zahlreicher deutsch-nepalischer Nichtregierungsorganisationen.

### Deutsch-Nepalische Gesellschaft e.V.
Seit 1988 ist Thapa Vorstandsmitglied der Deutsch-Nepalischen Gesellschaft in Köln. Nach Stationen als Geschäftsführer und stellvertretender Vorsitzender ist er seit 1999 Vorsitzender des Vereins.
Auf seine Initiative gehen unter anderem der jährliche  „Nepal-Tag“ in Bonn sowie das „NGO-Forum Nepal“, das jährliche Treffen deutscher Nepal-NROs, zurück.
Als Redaktionsmitglied der von der Deutsch-Nepalischen Gesellschaft herausgegebenen Fachzeitschrift  „Nepal Information“ schreibt er seit 1988 regelmäßig über Wirtschaft- und Entwicklungsfragen Nepals.

### Non-Resident Nepali Association
Thapa ist Gründungsmitglied der Diaspora-Organisation Non-Resident Nepali Association (NRNA). Nach zwei Jahren als Mitglied des International Coordination Council der NRNA wurde er zu dessen Vizepräsident gewählt. Zwei Jahre später wechselte er auf das Amt des Vizepräsidenten für die Region Europa, bevor er zum Vizepräsidenten des International Coordination Council gewählt wurde. Nach einer gescheiterten Bewerbung um das Amt als Präsident des International Coordination Council ist er nun offizieller Patron der NRNA.
Im Rahmen seiner NRNA-Tätigkeit knüpfte er Verbindungen zu nepalesischen Diaspora-Gemeinden in ganz Europa.
Sein besonderes Anliegen ist die Durchsetzung der doppelten Staatsbürgerschaft für Auslandsnepaler, wofür er in der nepalesischen Politik und Öffentlichkeit auch in seiner Funktion als Koordinator der NRNA-Task Force „Dual Citizenship“ streitet.

### Weitere Organisationen
- Thapa ist Vorstandsmitglied der Asienstiftung in Essen.[9]
- Mit Gunther Nogge gründete Thapa das deutsche Komitee des King Mahendra Trust for Nature Conservation (heute National Trust for Nature Conservation)[10]
- Thapa war Mitbegründer des Vereins Nepal Pariwar Familienkreis e.V.

## Auszeichnungen
- 1999 wurde Thapa von König Birendra mit dem Orden Prabal Gorkha Dakshin Bahu ausgezeichnet.[11]
- 2001 erhielt Thapa das Bundesverdienstkreuz am Bande für seine Bemühungen um die Völkerverständigung zwischen Deutschland und Nepal.[2]

## Werke
- Tuhinchhan Jinjikā Sapanāharu, Kurzgeschichten, Kathmandu 1972.
- Nepal – Myths and Realities. Essays in Commemoration of the 75th Birthday of Dr. Wolf Donner, herausgegeben gemeinsam mit Joachim Baaden, Pilgrims Books, Kathmandu 2002.